# Vincenzo Orlandini
Vincenzo Orlandini (Róma, 1910. augusztus 30. – 1961. október 23.) olasz nemzetközi labdarúgó-játékvezető.

## Pályafutása

### Nemzeti játékvezetés
1937-ben vizsgázott. 1946-ban lett az I. Liga játékvezetője. A nemzeti játékvezetéstől 1960-ban vonult vissza. Serie A mérkőzéseinek száma: 235. A Serie A csoportban a 4. legtöbb bajnoki mérkőzést irányította, előtte helyezkedik el Concetto Lo Bello, Cesare Jonni és Pierluigi Collina. 
| Időpont            | Helyszín                         | Mérkőzés típusa          | Mérkőzés                          | Eredmény |
| ------------------ | -------------------------------- | ------------------------ | --------------------------------- | -------- |
| 1946. december 15. | Pierluigi Penzo Stadion, Velence | első Serie A mérkőzése   | FBC Unione Venezia–Brescia Calcio | 1 : 2    |
| 1960. június 5.    | Renato Dall'Ara Stadion, Bologna | utolsó Serie A mérkőzése | Bologna FC 1909–Calcio Padova     | 2 : 2    |

### Nemzetközi játékvezetés
Az Olasz labdarúgó-szövetség Játékvezető Bizottsága (JB) terjesztette fel nemzetközi játékvezetőnek, a Nemzetközi Labdarúgó-szövetség (FIFA) 1951-től tartotta nyilván bírói keretében. Több nemzetek közötti válogatott és klubmérkőzést vezetett, vagy működő társának partbíróként segített. Az olasz nemzetközi játékvezetők rangsorában, a világbajnokság-Európa-bajnokság sorrendjében többedmagával a 22. helyet foglalja el 5 találkozó szolgálatával. Az aktív nemzetközi játékvezetéstől 1960-ban a FIFA 50 éves korhatárát elérve búcsúzott. Válogatott mérkőzéseinek száma: 23.

#### Labdarúgó-világbajnokság
A világbajnoki döntőhöz vezető úton Svájcba az V., az 1954-es labdarúgó-világbajnokságra és Svédországba a VI., az 1958-as labdarúgó-világbajnokságra a FIFA JB bíróként alkalmazta. A FIFA JB elvárásának megfelelően, ha nem vezetett, akkor valamelyik működő társának segített partbíróként. 1954-ben három alkalommal, egy csoportmérkőzésen, az egyik negyeddöntőben és a Magyarország–Németország (2:3) döntő találkozót vezető William Ling egyes számú segítőjeként tevékenykedett. 1958-ban kettő csoporttalálkozón volt segítő. Az egyes számú partbírói besorolás egyben azt jelentette, hogy  játékvezetői sérülése esetén neki kell továbbvezetnie az összecsapást. Világbajnokságon vezetett mérkőzéseinek száma: 3 + 5 (partbíró)
A négy olasz játékvezető egyike - Rinaldo Barlassina, Luigi Agnolin és Pierluigi Collina -, aki kettő világbajnokságon szolgálhatott.

##### 1954-es labdarúgó-világbajnokság

###### Világbajnoki mérkőzés
| Időpont          | Helyszín                | Mérkőzés típusa        | Mérkőzés       | Eredmény | Nézők száma |
| ---------------- | ----------------------- | ---------------------- | -------------- | -------- | ----------- |
| 1954. június 19. | St.Jakob Stadion, Bázel | selejtező (C. csoport) | Uruguay–Skócia | 7 : 0    | 34 000      |
| 1954. június 30. | St.Jakob Stadion, Basel | egyik elődöntő         | NSZK–Ausztria  | 6 : 1    | 58000       |

##### 1958-as labdarúgó-világbajnokság

###### Selejtező mérkőzés
| Időpont            | Helyszín                         | Mérkőzés típusa                                     | Mérkőzés                    | Eredmény | Nézők száma |
| ------------------ | -------------------------------- | --------------------------------------------------- | --------------------------- | -------- | ----------- |
| 1957. augusztus 4. | Ergilio Hato Stadion, Willemstad | előselejtező Amerika/Karib-térség zóna (2. csoport) | Holland Antillák–Costa Rica | 1 : 2    | 0000        |

###### Világbajnoki mérkőzés
| Időpont          | Helyszín                          | Mérkőzés típusa        | Mérkőzés        | Eredmény | Nézők száma |
| ---------------- | --------------------------------- | ---------------------- | --------------- | -------- | ----------- |
| 1958. június 11. | Idrottsparken Stadion, Norrköping | selejtező (B. csoport) | Paraguay–Skócia | 3 : 2    | 11 000      |

#### Labdarúgó-Európa-bajnokság
Az európai-labdarúgó torna döntőjéhez vezető úton Franciaországba az I., az 1960-as labdarúgó-Európa-bajnokságra az UEFA JB játékvezetőként foglalkoztatta.

##### 1960-as labdarúgó-Európa-bajnokság

###### Selejtező mérkőzés
| Időpont           | Helyszín                    | Mérkőzés típusa    | Mérkőzés                  | Eredmény | Nézők száma |
| ----------------- | --------------------------- | ------------------ | ------------------------- | -------- | ----------- |
| 1958. december 3. | Spyros Louis Stadion, Athén | egyik nyolcaddöntő | Görögország–Franciaország | 1 : 1    | 18 000      |

#### Olimpiai játékok
Az 1952. évi és az 1960. évi nyári olimpiai játékok labdarúgó tornáinak mérkőzésein a FIFA JB bíróként alkalmazta.

##### 1952. évi nyári olimpiai játékok
| Időpont            | Helyszín                      | Mérkőzés típusa   | Mérkőzés                 | Eredmény | Nézők száma |
| ------------------ | ----------------------------- | ----------------- | ------------------------ | -------- | ----------- |
| 1952. július 16.   | Városi Stadion, Lahti         | csoportmérkőzés   | Luxemburg–Nagy-Britannia | 5 : 3    |             |
| 1952. július 23.   | Pallokenttä Stadion, Helsinki | egyik negyeddöntő | Svédország–Ausztria      | 3 : 1    | 10 000      |
| 1952. augusztus 1. | Olimpiai Stadion, Helsinki    | bronztalálkozó    | Svédország–NSZK          | 2 : 0    | 20 000      |

##### 1960. évi nyári olimpiai játékok
| Időpont             | Helyszín                | Mérkőzés típusa              | Mérkőzés                   | Eredmény |
| ------------------- | ----------------------- | ---------------------------- | -------------------------- | -------- |
| 1960. augusztus 29. | Városi Stadion, Firenze | csoportmérkőzés (A. csoport) | Jugoszlávia–Törökország    | 4 : 0    |
| 1960. szeptember 1. | Központi Stadion, Róma  | csoportmérkőzés (D. csoport) | Magyarország–Franciaország | 7 : 0    |

#### A magyar labdarúgó-válogatott mérkőzései (1902–1929)
| Időpont            | Helyszín                   | Mérkőzés típusa          | Mérkőzés                | Eredmény | Nézők száma |
| ------------------ | -------------------------- | ------------------------ | ----------------------- | -------- | ----------- |
| 1954. november 14. | Népstadion, Budapest       | 311. válogatott mérkőzés | Magyarország–Ausztria   | 4 : 1    | 94 000      |
| 1956. június 9.    | Nemzeti Stadion, Lisszabon | 329. válogatott mérkőzés | Portugália–Magyarország | 2 : 2    | 70 000      |

## Szakmai sikerek
1951-ben az olasz JB, a Dr. Giovanni Mauro alapítvány elismerő díjával jutalmazta.